# The Shin
The Shin est un groupe de jazz fusion géorgien formé en 1998, en Allemagne.
Ils représentent la Géorgie au Concours Eurovision de la chanson 2014 à Copenhague au Danemark avec la chanteuse Mariko Ebralidze.